# Récit d'un propriétaire
Pour plus de détails, voir Fiche technique et Distribution.
Récit d'un propriétaire (長屋紳士録, Nagaya shinshiroku) est un film japonais réalisé par Yasujirō Ozu, sorti en 1947.

## Synopsis
Après avoir hésité à s'occuper d'un enfant sans abri venu demander de l'aide, une veuve découvre peu à peu qu'elle l'aime comme son fils.

## Fiche technique
- Titre français : Récit d'un propriétaire
- Titre original : 長屋紳士録 (Nagaya shinshiroku?)
- Réalisation : Yasujirō Ozu
- Scénario : Tadao Ikeda et Yasujirō Ozu
- Musique : Ichirō Saitō
- Décors : Tatsuo Hamada
- Costumes : Taizō Saitō
- Photographie : Yūharu Atsuta
- Son : Yoshisaburo Senoo
- Montage : Yoshi Sugihara
- Production Mitsuzō Kubo
- Société de production : Shōchiku
- Sociétés de distribution :
  - Japon : Shōchiku
  - France : Alive, puis Carlotta Films
- Pays d'origine :  Japon
- Langue originale : japonais
- Format : noir et blanc - 1,37:1 - son mono
- Genre : drame
- Durée : 72 minutes[1] (métrage : sept bobines - 1 973 m[1])
- Dates de sortie : 
  - Japon 20 mai 1947[1]
  - France : 8 juillet 1992[2] (rétrospective Ozu au Max-Linder) - 8 novembre 2023

## Distribution

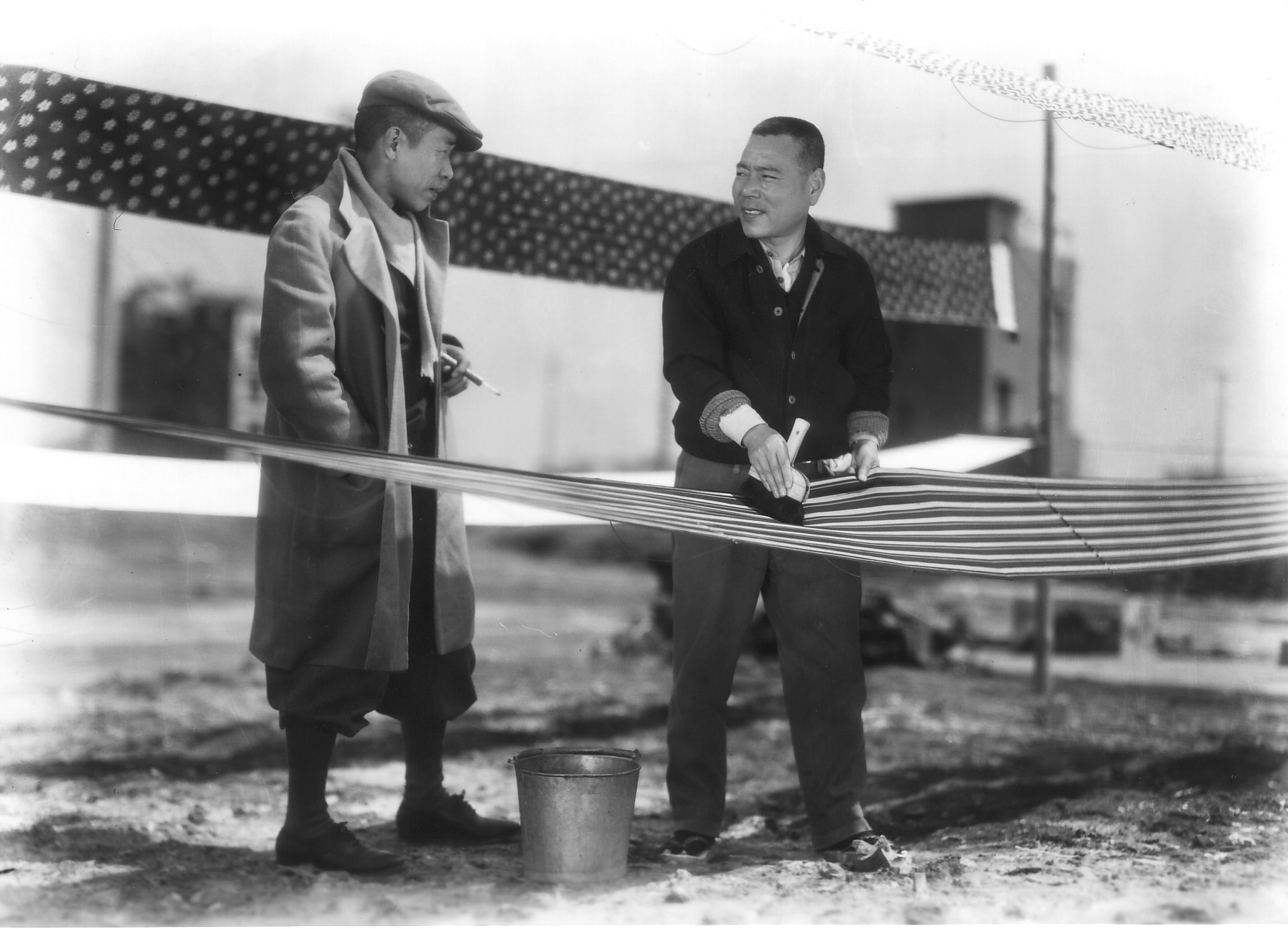
Reikichi Kawamura et Takeshi Sakamoto.

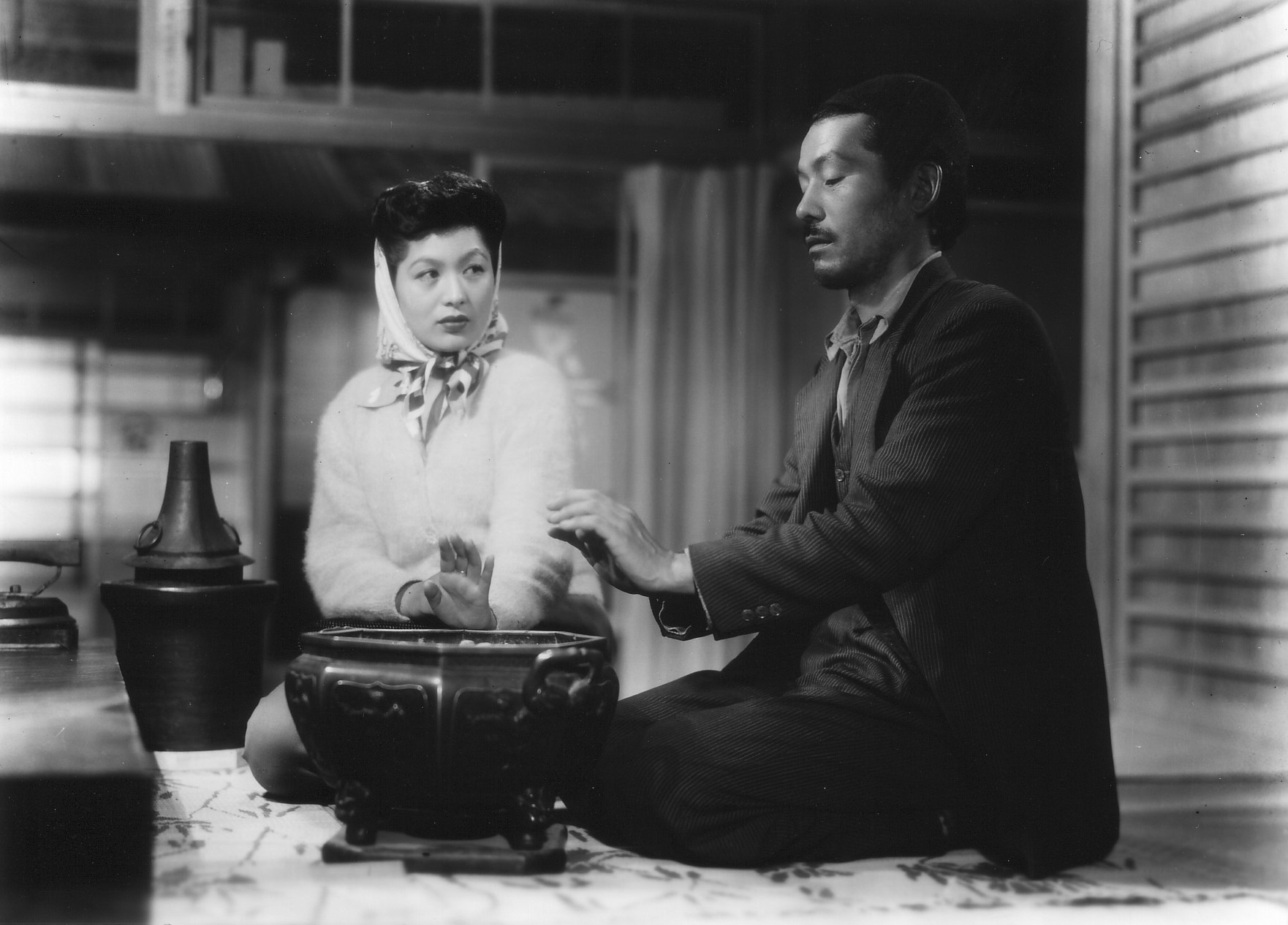
Hideko Mimura et Chishū Ryū.

- Chōko Iida : Tané dite « Kayan », la veuve
- Hōhi Aoki (ja) : Kohei, l'enfant
- Eitarō Ozawa : le père de l'enfant
- Mitsuko Yoshikawa : Kikuko, l'amie de Tané
- Reikichi Kawamura : Tamekichi, le voisin artiste
- Hideko Mimura : Yukiko, la fille de Tamekichi
- Takeshi Sakamoto : Kawayoshi, un voisin
- Chishū Ryū : Tashiro, le diseur de bonne aventure
- Eiko Takamatsu : Tome
- Yoshino Tani (ja) : une mère
- Taiji Tonoyama : le photographe
- Seiji Nishimura (ja) : un voisin

## Autour du film
Récit d'un propriétaire est projeté pour la première fois en France lors de la rétrospective Ozu au cinéma Max-Linder de l'été 1992. Celle-ci comprend quatorze films du cinéaste dont six inédits en France et s'est déroulée pendant deux mois.